# Jindřich Nermuť

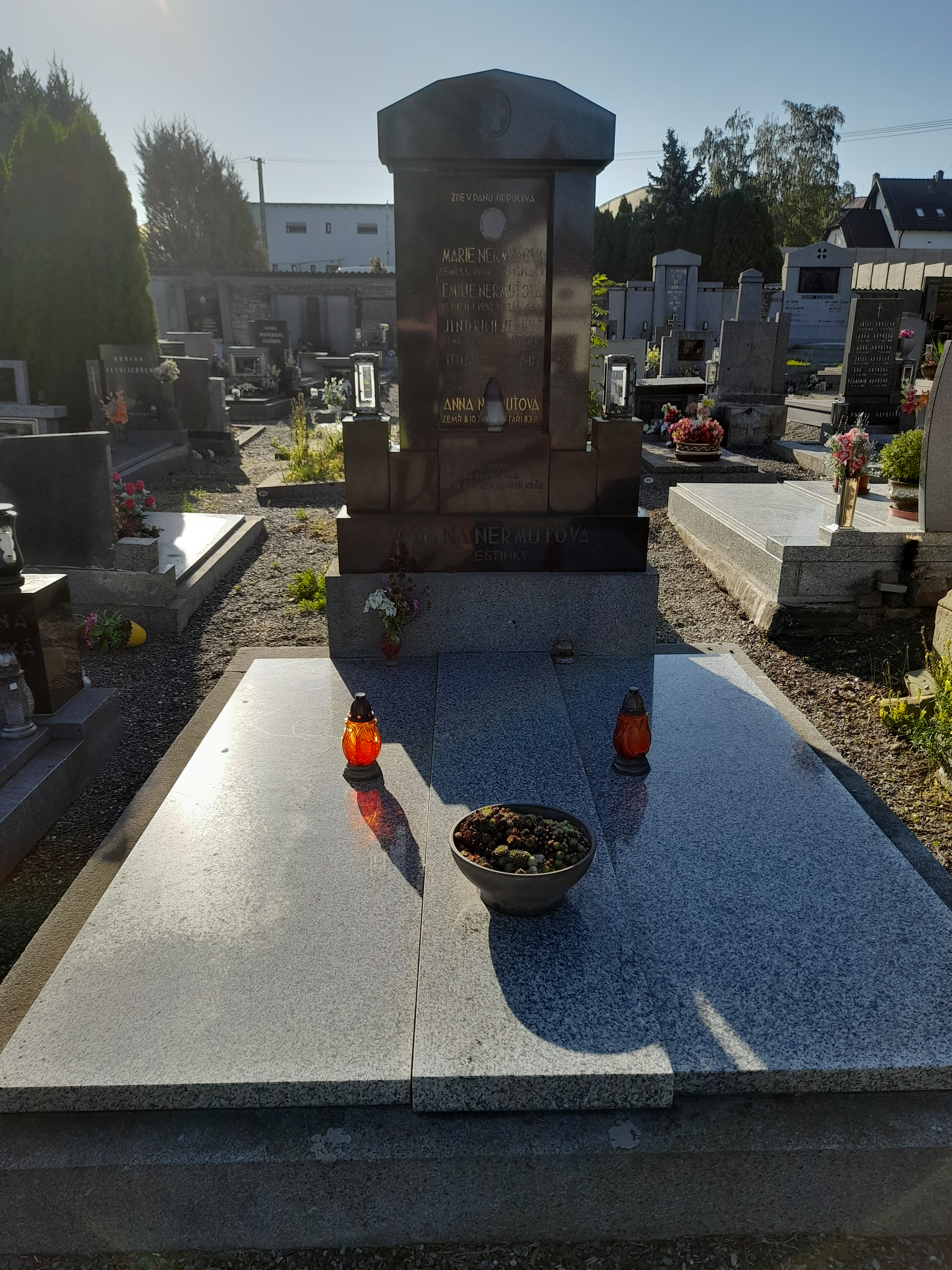
Hrob ve Skutči

Jindřich Nermuť (25. února 1917 Leštinka – 1. března 1990 Launceston) byl český a československý politik, poslanec Prozatímního a Ústavodárného Národního shromáždění za Československou stranu lidovou.

## Biografie
Pocházel ze zemědělské rodiny. Jeho otec vlastnil rolnickou usedlost a dlouhodobě působil jako starosta obce Leštinka za agrární stranu. I Jindřich Nermuť se od mládí veřejně angažoval. Byl okresním tajemníkem katolické mládeže a později členem ústředního vedení a místopředsedou této mládežnické organizace ČSL.

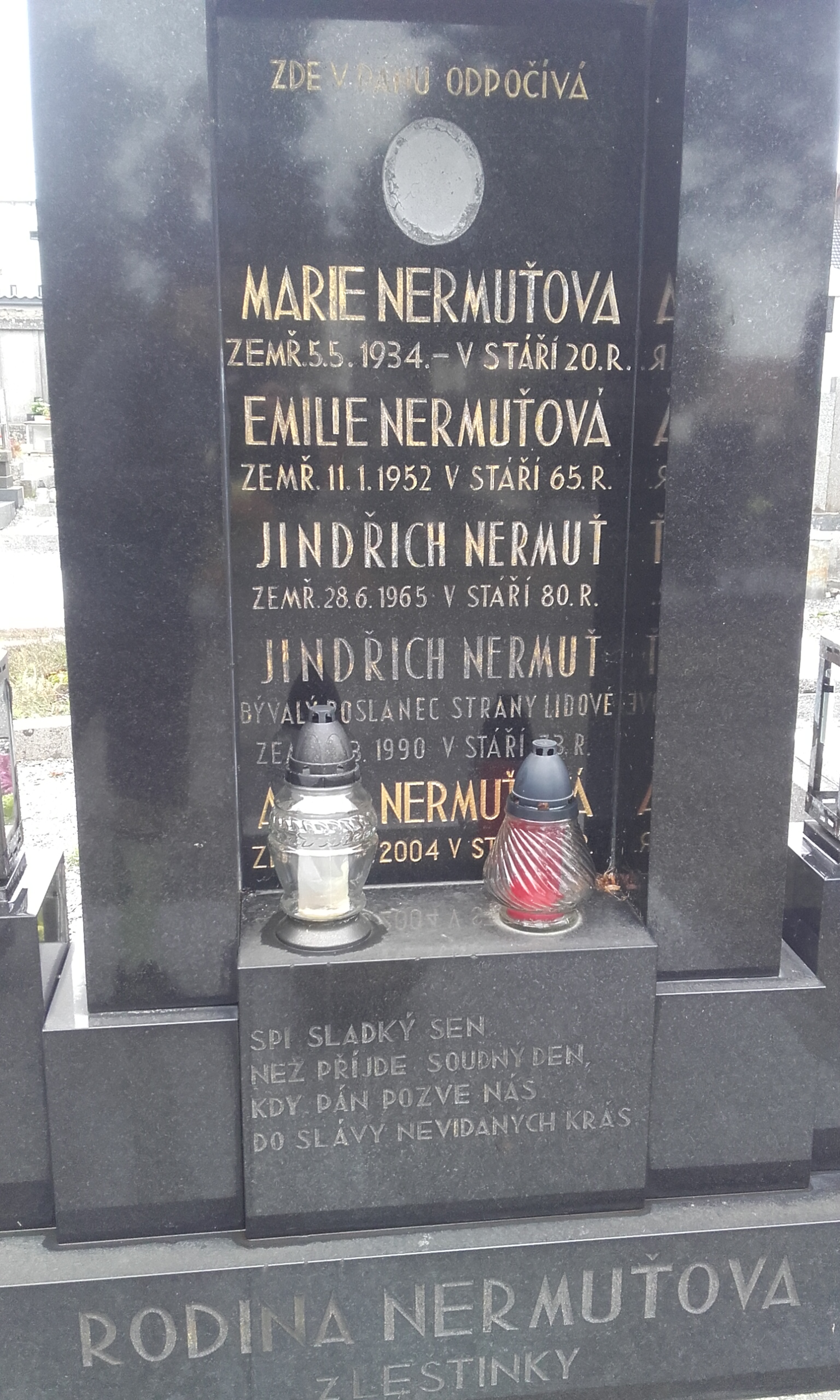
Detail hrobu ve Skutči

V letech 1945-1946 byl poslancem Prozatímního Národního shromáždění za ČSL. V parlamentních volbách v roce 1946 byl za lidovce zvolen do Ústavodárného Národního shromáždění, kde zasedal do roku 1948. V parlamentu působil v zemědělském výboru. Profiloval se jako odborník a oponent komunistického ministra zemědělství Júlia Ďuriše. Spolu s Františkem Desenským organizoval jeden z nejmasivnějších protestů proti politice komunistů v předúnorovém Československu, kdy se v červenci 1947 na Kunětické hoře sešlo 50 000 zemědělců a protestovali proti tomu, že ministerstvo vnitra zakázalo závody Selské jízdy v Nechanicích. Díky aktivitám Jindřicha Nermutě a dalších nekomunistických politiků se podařilo do roku 1948 blokovat komunistické pokusy o provedení další fáze pozemkové reformy.
Po únorovém převratu odešel do exilu. Krátce pobýval v Německu a Lucembursku, pak přesídlil i s rodinou do Austrálie, respektive na Tasmánii. Pracoval zde jako dělník při zalesňování ostrova, později založil stavební firmu, která se specializovala na stavbu přístavních doků. Aktivně se angažoval v politice, dvakrát neúspěšně kandidoval do místního parlamentu. Byl aktivní i v exulantských spolcích. V roce 1948 byl členem vedení exilové Československé lidové strany ustavené v Paříži. Přispíval do krajanských novin, například do chicagského Hlasu národa a Hlasatele. Během sametové revoluce v roce 1989 byl v Československu a plánoval se vrátit trvale do vlasti. Po návratu do Austrálie ale zemřel na zápal plic.